# Rhopalomeris demangei
Rhopalomeris demangei är en mångfotingart som beskrevs av Filippo Silvestri 1917. Rhopalomeris demangei ingår i släktet Rhopalomeris och familjen klotdubbelfotingar. Inga underarter finns listade i Catalogue of Life.